# Cucurbinsäure
Cucurbinsäure ist ein Naturstoff, der zu den Jasmonaten gehört.

## Vorkommen

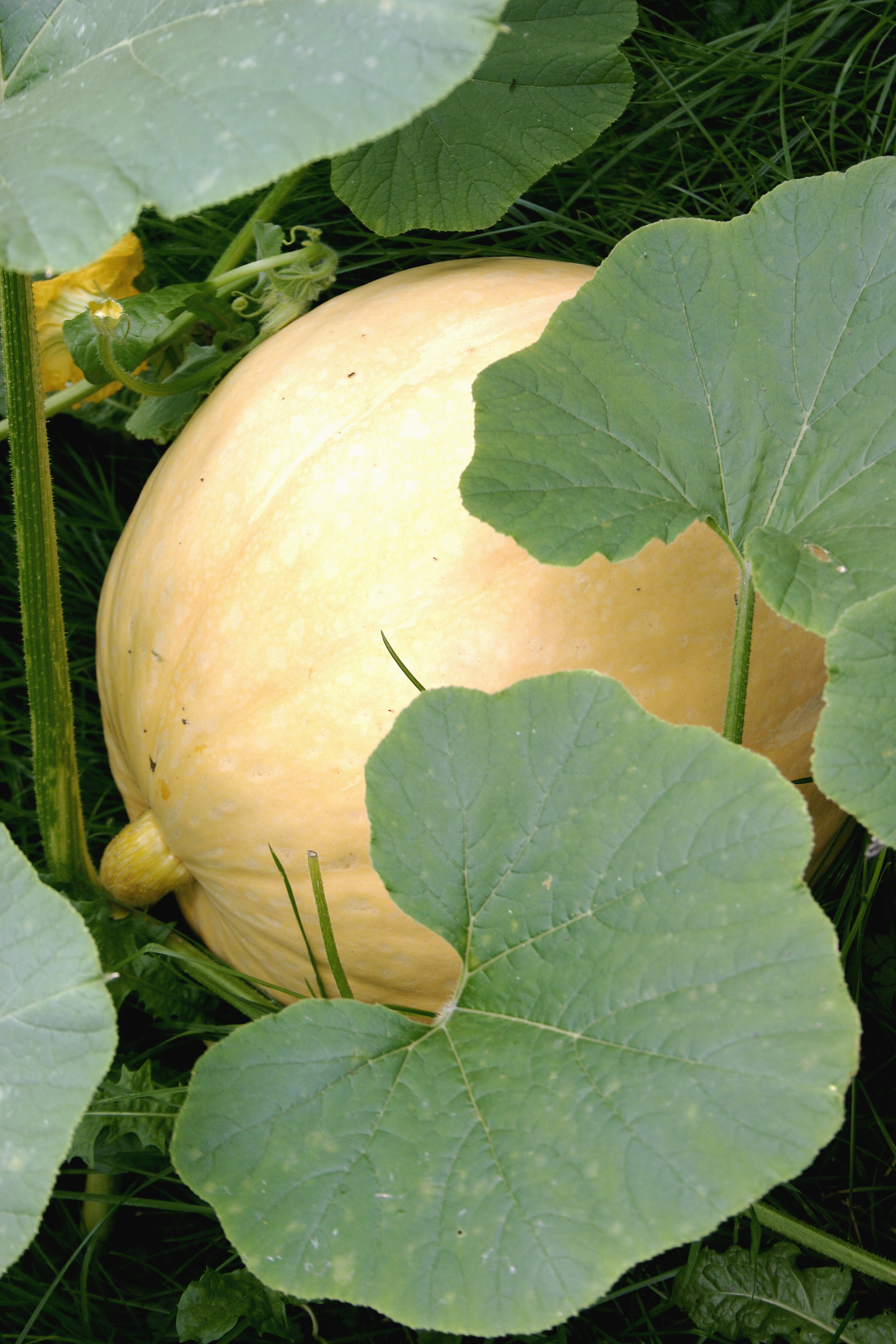
Gartenkürbis

Cucurbinsäure kommt in Gartenkürbissen vor. Des Weiteren konnte (+)-Cucurbinsäure und deren Epimere neben Jasmonsäure aus Juglans regia (Walnussblüte) und den Sporen der Anemia phyllitidis isoliert und mittels Massenspektrometrie nachgewiesen werden.

## Darstellung
Die Darstellung von Cucurbinsäure gelingt beispielsweise durch die Reduktion von Jasmonsäure:
Mit achiralen Reduktionsmitteln wird nur eine geringe Diastereoselektivität erzielt. Das Diastereomerengemisch kann jedoch chromatographisch aufgetrennt werden.

## Eigenschaften
(+)-Cucurbinsäure ist eine chirale Verbindung. Sie besitzt einen spezifischen Drehwinkel von +9,6° (c = 4 g/l, 26,0 °C).

## Biologische Wirkungen
In Cymbidium-Orchideen führt Cucurbinsäure ähnlich wie Jasmonsäure zur Bildung von Sprossen aus dem Rhizom. Es kann daher auch als Phytohormon bezeichnet werden.